# Settled Out of Court
Settled Out of Court (lit. em português: Resolvido fora do tribunal) é um filme britânico silencioso de 1925 dirigido por George A. Cooper e protagonizado por Fay Compton, Jack Buchanan e Jeanne De Casalis.

## Elenco
- Fay Compton - Mulher
- Jack Buchanan - Marido
- Jeanne De Casalis - Esposa
- Leon Quartermaine - Russo
- Kinsey Peile - Conde
- Malcolm Keen - Detetive